# Kristallsand
Als Kristallsand werden kristalline Ablagerungen von Calciumoxalat bezeichnet, die in 36 Familien der Bedecktsamer, vor allem in Fuchsschwanzgewächsen, Rötegewächsen und Nachtschattengewächsen gefunden werden.

## Beschreibung
Kristallsand besteht aus 1 bis 3 µm – in einzelnen Fällen bis 40 µm – großen Kristallen. Sie haben die Form eines Tetraeders.
Kristallsand findet sich zumeist in den Vakuolen der Zellen in der Nähe von Leitbündeln von Pflanzen mit diffusen vaskularem Parenchym. Seltener sind auch Kristalle außerhalb von Pflanzenzellen gefunden worden, so zum Beispiel im Grundgewebe der Hemlocktannen (Tsuga).
Welche Bedeutung die Calciumoxalat-Kristalle für das Pflanzenwachstum haben, ist nahezu ungeklärt. Höchstwahrscheinlich ist die Bedeutung von Fall zu Fall verschieden. Mögliche Theorien besagen unter anderem, dass die Kristalle eine Form der Zwischenlagerung für Calcium und Oxalsäure darstellen oder dass sie als einfache Ablagerungsmöglichkeit für in anderen Formen als Zellgift wirkende Stoffe dienen. In einigen Wasserpflanzen könnten sie dazu dienen, die Bildung von Lufträumen zu unterstützen. Weiterhin könnte Kristallsand in einigen Pflanzen als Schutzmechanismus gegen Fressfeinde ausgebildet worden sein. So sollen die Ablagerungen einiger Aronstabgewächse (Araceae), vor allem von Tannia (Xanthosoma sagittifolium) beim Verspeisen ein unangenehmes Gefühl im Mund- und Rachenraum hinterlassen.

## Erforschung
Kristallsand wurde bereits im 17. Jahrhundert durch Antoni van Leeuwenhoek nachgewiesen, die ersten mikroskopischen Beobachtungen wurden 1891 durchgeführt. Dabei fand man die Kristalle in den Pflanzen Solandra grandiflora, Solandra guttata, Solanum auriculatum, Datura arborea und Iochroma tubulosum. Aktuelle Untersuchungen finden vor allem durch Lichtmikroskopie, Polarisationsmikroskopie und in neuerer Zeit auch durch Kristallstrukturanalyse und Rasterelektronenmikroskopie statt.

## Weiterführende Literatur
- Avital Levy-Lior, Steve Weiner, Lia Addadi: Achiral Calcium-Oxalate Crystals with Chiral Morphology from the Leaves of Some Solanacea Plants, in: Helvetica Chimica Acta, 86:12, S. 4007–4017, 2003, doi:10.1002/hlca.200390334